# Władysław Markowski (major)
Władysław Markowski, ps. Mendel Markus (ur. 3 lipca 1882 na Wołyniu, zm. 13 sierpnia 1944 w Warszawie) – major artylerii Wojska Polskiego, działacz niepodległościowy.

## Życiorys
W czasie I wojny światowej walczył w szeregach rosyjskiej 79 Brygady Artylerii, która wchodziła w skład 79 Dywizji Piechoty. Awansował z chorążego na podporucznika. 30 czerwca 1915 pozostawiony na polu bitwy i uznany za zaginionego.
1 czerwca 1921, w stopniu podporucznika, pełnił służbę w 18 dywizjonie artylerii ciężkiej. Później został przeniesiony do 9 pułku artylerii polowej. 3 maja 1922 został zweryfikowany w stopniu kapitana ze starszeństwem od 1 czerwca 1919 i 53. lokatą w korpusie oficerów artylerii. W 1923 pełnił służbę w 1 pułku artylerii ciężkiej w Modlinie na stanowisku pełniącego obowiązki komendanta kadry baterii zapasowej. W następnym roku został przesunięty na stanowisko dowódcy I dywizjonu. 1 grudnia 1924 prezydent RP nadał mu stopień majora z dniem 15 sierpnia 1924 i 15. lokatą w korpusie oficerów artylerii. W maju 1926 został przeniesiony do kadry oficerów korpusu artylerii z jednoczesnym przydziałem do Zakładu Przeciwgazowego w Zegrzu na stanowisko kierownika zakładu. 10 czerwca tego roku objął obowiązki kierownika zakładu. W styczniu 1928 został zwolniony z zajmowanego stanowiska i oddany do dyspozycji dowódcy Okręgu Korpusu Nr I, a z dniem 31 lipca tego roku przeniesiony w stan spoczynku. W 1934, jako oficer stanu spoczynku pozostawał w ewidencji Powiatowej Komendy Uzupełnień Warszawa Miasto III. Posiadał przydział do Oficerskiej Kadry Okręgowej Nr I. Był wówczas „przewidziany do użycia w czasie wojny”. Mieszkał w Warszawie przy ul. Koszykowej 46 m. 7.
13 sierpnia 1944 został zamordowany w egzekucji w ruinach getta na Nowolipkach, w pobliżu kościoła św. Augustyna.

## Ordery i odznaczenia
- Medal Niepodległości – 19 czerwca 1938 „za pracę w dziele odzyskania niepodległości”[17][2][18]
- Order Świętego Włodzimierza 4 stopnia z mieczami i kokardą – 28 maja 1915[3]
- Order Świętego Stanisława 3 stopnia z mieczami i kokardą – 14 czerwca 1916[3]
- Order Świętej Anny 4 stopnia z napisem na szabli „Za odwagę” – 15 listopada 1915[3]